# Ercan Koloğlu
Ercan Koloğlu (* 11. August 1968 in Trabzon) ist ein ehemaliger türkischer Fußballspieler. Aufgrund seiner langjährigen Tätigkeit für Samsunspor wird er sehr stark mit diesem Verein assoziiert. Auf Fan- und Vereinsseite wird er als einer der wichtigsten Spieler der Vereinsgeschichte aufgefasst und wegen seiner langen Mannschaftskapitänszeit als Büyük Kaptan (dt.: Großer Kapitän) bezeichnet. Er wurde von den Samsunsporanhängern in die Beste Elf der Vereinsgeschichte gewählt.

## Spielerkarriere

### Verein
Koloğlu begann mit dem Vereinsfußball in der Jugend des türkischen Schwarzmeerklubs Samsunspor. Hier schaffte er es im Sommer 1987 in den Kader des Profiteams und absolvierte bis zum Saisonende sechs Ligaspiele für sein Team. Samsunspor hatte die beiden vergangenen Spielzeiten auf dem 3. Tabellenplatz beendet und beendete die Spielzeit 1987/88 auf dem 4. Tabellenplatz. In die Saison 1988/89 startete der Verein ebenfalls erfolgreich und setzte sich oben fest. Koloğlu absolvierte hierbei bis zur Winterpause vier Ligabegegnungen. Am ersten Spieltag der Rückrunde musste die Mannschaft auswärts gegen Malatyaspor antreten. Bei der Hinreise nach Malatya hatte der Mannschaftsbus Samsunspors einen schweren Unfall, bei dem mehrere Spieler, Trainer und Vereinsfunktionäre tödlich verunglückten oder sich schwer verletzten. Aufgrund dieses Ereignisses konnte die Mannschaft in der Rückrunde am Spielgeschehen nicht teilnehmen, deshalb entschied sich der türkische Fußballverband, Samsunspor für die Rückrunde nicht antreten zu lassen. Alle Spiele wurden mit 3:0 für den Gegner Samsunspors entschieden. Samsunspor wurde Tabellenletzter, stieg jedoch nicht ab. Koloğlu befand sich während des Unfalls im Mannschaftskader, erlitt aber keinerlei schwerwiegende Verletzungen.
Samsunspor startete in die neue Saison in der 1. Lig und Koloğlu schaffte es, auch begünstigt durch den Spielermangel, sofort in die Stammformation. Bis zum Saisonende absolvierte er alle Ligaspiele seiner Mannschaft, wurde in die Türkische U-21-Nationalmannschaft berufen und avancierte zu einem der Shootingstars der Liga. Da Samsunspor zum Saisonende der Klassenerhalt misslang, war man nicht abgeneigt, Koloğlu für eine gute Ablösesumme abzugeben.
Der Istanbuler Spitzenklub Fenerbahçe reagierte und verpflichtete Koloğlu für die anstehende Saison. Hier genoss er sofort das Vertrauen des Trainers Guus Hiddink und später dessen Nachfolgers Erol Togay und absolvierte 21 der 32 Ligaspiele. Er stieg während seiner ersten Saison bei Fenerbahçe auch zum Nationalspieler auf. In seiner zweiten Saison für die Gelb-Blauen wurde er vom Trainer Jozef Vengloš kaum in den Mannschaftsplanungen berücksichtigt und saß bis auf drei Ausnahmen nur auf der Ersatzbank.
Zur Spielzeit 1992/93 wechselte er zu seinem alten Verein Samsunspor in die 2. Lig. Hier etablierte er sich sofort als Leistungsträger und erreichte mit seinem Team durch die Meisterschaft der 2. Lig den direkten Aufstieg in die 1. Lig. Hier spielte er mit seinem Team eine erfolgreiche Hinrunde und wurde zur Winterpause Tabellenzweiter. Die Rückrunde verlief durchwachsen, sodass man zum Saisonende die Liga auf dem 5. Tabellenplatz abschloss. Koloğlu wurde bei Samsunspor schnell zum Mannschaftskapitän erklärt und trug die Kapitänsbinde bis zu seinem Karriereende zum Sommer 2003. Da er aus der Stadt Trabzon stammte, versuchte Trabzonspor mehrmals Koloğlu anzuwerben, scheiterte aber jedes Mal mit diesem Vorhaben.

### Nationalmannschaft
Koloğlu wurde 1989 während seiner zweiten Saison bei Samsunspor das erste Mal für die Türkische Türkische U-21-Nationalmannschaft nominiert und absolvierte in zwei Jahren zwei Spiele für die U-21.
1990 wurde er im Rahmen eines Qualifikationsspiels zur EM 1992 gegen die Irische Nationalmannschaft für die Türkische Nationalmannschaft nominiert und gab während dieser Begegnung sein Länderspieldebüt. Fünf Jahre später erhielt er für ein Testspiel gegen die Israelische Nationalmannschaft eine erneute Nominierung und absolvierte bei dieser Partie sein zweites und letztes Länderspiel.

## Erfolge
- Mit Samsunspor:
  - Tabellenvierter der Süper Lig (1): 1987/88
  - Tabellenfünfter der Süper Lig (1): 1993/94
  - Meisterschaft der TFF 1. Lig: 1992/93
  - Aufstieg in die Süper Lig: 1992/93